# Epipremnum meeboldii
Epipremnum meeboldii K.Krause – gatunek wieloletnich, wiecznie zielonych pnączy z rodziny obrazkowatych, pochodzący z Asam, zasiedlający lasy wiecznie zielone.